# Stiftgelélav
Stiftgelélav (Collema furfuraceum) är en lavart som först beskrevs av Johann Franz Xaver Arnold, och fick sitt nu gällande namn av Du Rietz. Stiftgelélav ingår i släktet Collema och familjen Collemataceae.  Arten är reproducerande i Sverige. Inga underarter finns listade i Catalogue of Life.